# Microsoft Edge
Majkrosoft Edž, poznatiji pod kôdnim imenom Projekat Spartan, je veb pregledač koga razvija Majkrosoft i koji dolazi predinstaliran na operativnom sistemu Windows 10. Zvanično je predstavljen 21. januara 2015, a prvi put pokrenut za javno testiranje 30. marta 2015. Edž je službeno zamenio podrazumevanog pregledača, Internet Eksplorera 29. jula 2015 službenim objavljivanjem sistema Windows 10. Takođe je podrazumevani pregledač na verziji Windows 10 za mobilne telefone i tablete.
Majkrosoft Edž je dizajniran kao lagani veb pregledač sa pokretačem internet pregledača (softverska komponenta koja omogućuje prikaz sadržaja u internet pregledaču) koji je ugrađen u veb standarde, te koji uklanja zastarele komponente poput ActiveX-a i umesto njega Edž može koristiti proširenja i integrisati se s ostalim Majkrosoftovim servisima kao što su: digitalna pomoćnica Kortana i OneDrive; takođe sadrži alatku za izrezivanje i režim čitanja.

## Razvijanje
U decembru 2014. tehnološka novinarka Meri Džo Folej, pišući za ZDNet, objavila je da Majkrosoft razvija novi pregledač pod kodnim imenom "Spartan" za Windows 10. Ona je smatrala da se on tretira kao potpuno novi proizvod za razliku od Internet Eksplorera, međutim su neke stvari iz Internet Eksplorera 11 ostale prisutne iz kompatibilnih razloga.
U januaru 2015. "The Verge" portal objavljuje detalje o "Spartanu" iz izvora bliskih Majkrosoftu. Majkrosoft je zvanično predstavio Edž za vreme Windows 10 prezentacije 21. januara 2015. Međutim zvanično ime nije zvanično otkriveno, jer je Majkrosoft želeo da ime otkrije naknadno pomoću promo snimaka.